# Gifitzenmoos
Das Gebiet Gifitzenmoos ist ein vom Regierungspräsidium Freiburg am 9. November 2001 durch Verordnung ausgewiesenes Naturschutzgebiet auf dem Gebiet der Gemeinde Mönchweiler im Schwarzwald-Baar-Kreis.

## Lage
Das Schutzgebiet liegt nördlich von Mönchweiler, direkt angrenzend an die Sportanlagen. Es liegt an der Grenze der Naturräume Südöstlicher und Mittlerer Schwarzwald.

## Schutzzweck
Wesentlicher Schutzzweck ist laut Schutzgebietsverordnung „die Erhaltung eines strukturreichen Feuchtgebiets mit Nasswiesen Gehölzen, Kleingewässern u. a. als Lebensraum zahlreicher seltener und gefährdeter Tier- und Pflanzenarten.“

## Landschaftscharakter
Es handelt sich um einen dem Waldrand vorgelagerten, sehr strukturreichen Feuchtbiotopkomplex mit Nasswiesen-Gesellschaften, Hochstaudenfluren, Kleinseggenrieden, Grauweiden-Gebüschen und weiteren Feuchtlebensräumen.

## Namensherkunft
Der Name leitet sich von der alemannischen Bezeichnung Geifitz oder Gifitz für den Kiebitz ab.

## Zusammenhängende Schutzgebiete
Das Gebiet liegt im Vogelschutzgebiet Baar und im Naturpark Südschwarzwald.